# Nowa Dębowa Wola
Nowa Dębowa Wola est une localité polonaise de la gmina de Bodzechów, située dans le powiat d'Ostrowiec en voïvodie de Sainte-Croix.